# IC 736
IC 736 је елиптична галаксија у сазвјежђу Лав која се налази на листи објеката дубоког неба у Индекс каталогу.
Деклинација објекта је + 12° 43' 2" а ректасцензија 11h 48m 20,0s. Привидна величина (магнитуда) објекта IC 736 износи 14,6 а фотографска магнитуда 15,6. IC 736 је још познат и под ознакама MCG 2-30-37, CGCG 68-68, HCG 59B, NPM1G +12.0290, PGC 36853.